# Staraïa Koulatka
Staraïa Koulatka (en russe: Ста́рая Кула́тка; en tatar: Иске Кулатка, Iské Koulatka) est une commune urbaine de Russie située dans le raïon de Staraïa Koulatka (dont elle est le siège administratif) de l'oblast d'Oulianovsk.

## Géographie
Staraïa Koulatka se trouve au bord de la rivière Koulatka à 220 km d'Oulianovsk et à 120 km au sud-ouest de Syzran.

## Histoire
Le village de Koulatka s'est formé en plusieurs étapes entre 1704 et 1718. Quelques mourzas (mirzas, aristocrates tatars) s'y installent avec leurs proches et des soldats tatars ayant servi dans l'armée russe, en provenance du gouvernement de Tambov, de Kassimov, de Simbirsk ou encore de Kazan. D'après les documents, les premiers arrivants s'installent le 10 janvier 1704. Le mourza Ourazguildi Ousseïev arrive avec ses proches, ses domestiques et des soldats tatars ayant servi du côté des Russes. Le mourza reçoit pour services rendus 1,5 déciatine, des prés et des terrains pour construire des izbas. Le 25 janvier 1704, c'est au tour du mourza Baïguildi Bakmiev de s'y installer avec ses cavaliers, recevant de vastes terrains de pâturage et 12,5 déciatines pour le foin et des terrains pour construire des maisons. En juin 1718, le mourza Biktimer Sountcheleïev et ses gens (en tout vingt-huit personnes) reçoivent cinquante quartiers de patûrages et de champs et des terrains pour la construction des maisons.
En 1861, Staraïa Koulatka fait partie de l'ouïezd de Khvalynsk du gouvernement de Saratov. Il compte 500 foyers et une population de 1 669 hommes et 1 369 femmes. Le village dispose alors de sept mosquées et d'une médersa.
En 1928, Staraïa Koulatka devient le siège administratif du raïon du même nom et en janvier 1943 il fait partie de l'oblast d'Oulianovsk.
Il reçoit son statut de commune de type urbain en 1968. En 2005, il devient en plus le siège administratif de la municipalité urbaine de Staraïa Koulatka qui comprend en outre huit localités: Bakhteïevka, Koltsovka, Novaïa Koulatka, Novaïa Yandovka, Novye Zimnitsy, Oust-Koulatka, Staraïa Yandovka et Tchouvachskaïa Koulatka.

## Population
La population de Staraïa Koulatka est presque entièrement tatare.
| Année | Habitants |
| ----- | --------- |
| 1959  | 4350      |
| 1970  | 5193      |
| 1979  | 5494      |
| 1989  | 5925      |
| 2002  | 6075      |
| 2010  | 5685      |
| 2017  | 4959      |
| 2021  | 4344      |

## Infrastructures
Staraïa Koulatka dispose de cinq mosquées, de deux écoles secondaires, de deux jardins d'enfants, d'un établissement secondaire mécanico-technique, d'une maison de la culture, d'une école d'art, d'un musée d'histoire locale ouvert en 1974, d'une bibliothèque, de trois parcs, d'un stade. C'est ici qu'est édité le journal local en langue tatare «Күмәк көч» (Koumek ketch). Un petit aérodrome sert pour les exploitations agricoles.